# AMC Hornet
O AMC Hornet é um automóvel fabricado e comercializado pela American Motors Corporation (AMC) e fabricado de 1970 a 1977 - em configurações de sedã, perua e hatchback cupê de 2 e 4 portas. O Hornet substituiu a linha American Compact Rambler, marcando o fim da marca Rambler nos mercados americano e canadense.
Os Hornet foram comercializados em mercados estrangeiros e foram montados sob acordos de licença entre a AMC e os fabricantes locais - por exemplo, com o Vehículos Automotores Mexicanos, a Australian Motor Industries (AMI) e a Toyota S.A. Ltd. na África do Sul.
O Hornet tornou-se importante para a montadora para ser um produto de primeira linha durante sua produção, bem como uma plataforma de carro que serve a empresa em formas variadas durante o ano modelo de 1988. Introduzido em 1969, a AMC obteve um retorno de alta taxa por seu investimento em desenvolvimento para o Hornet. A plataforma tornou-se a base para os Gremlin, Concord e Spirit da AMC, e o inovador AMC Eagle com tração nas quatro rodas. Também sobreviveria que as plataformas compactas usavam a competição doméstica que incluía o Chevrolet Nova, o Ford Maverick e o Plymouth Valiant.
O AMC Hornet serviu como plataforma experimental para combustível alternativo e outras tecnologias automotivas. O Hornet foi feito em vários eventos de esportes a motor com algum suporte corporativo. Um modelo de hatchback também estrelou um salto excepcional no filme de James Bond de 1974: 007 contra o Homem com a Pistola de Ouro.